# ليون بيرنير
ليون بيرنير هو موزع وملحن وعازف بيانو كندي، ولد في 6 سبتمبر 1936 في Outaouais ‏ في كندا، وتوفي في 11 أكتوبر 2011 بسبب سرطان البنكرياس.

## وصلات خارجية
- ليون بيرنير على موقع ديسكوغز (الإنجليزية)